# 戦後文学を読む
戦後文学を読む（せんごぶんがくをよむ）は、講談社の文芸誌『群像』で2009年10月号から2012年6月号まで全9回不定期連載された特集企画。第二次世界大戦後の文学作品を再録し、小説家の奥泉光がほかの小説家や翻訳家とともに合評を行う。若手の小説家も毎回合評に参加している。
この企画は2009年8月号に掲載された対談「戦後文学2009」（高橋源一郎、奥泉光）をきっかけに開始された。第1回が掲載された2009年10月号から第9回（最終回）が掲載された2012年6月号まで、この企画に関連するものとして高橋源一郎の小説「日本文学盛衰史 戦後文学篇」（全24回）が不定期連載された。

## 掲載リスト
2009年10月号
- 第1回 野間宏
  - 合評 「暗い絵」「顔の中の赤い月」奥泉光、中村文則、島本理生
  - 再録 「顔の中の赤い月」（1947年）

2010年1月号
- 第2回 武田泰淳
  - 合評 「蝮（まむし）のすえ」「わが子キリスト」奥泉光、松永美穂、鹿島田真希
  - 再録 「蝮のすえ」（1947年）
  - 評論 「『ひかりごけ』ノート」山城むつみ

2010年4月号
- 第3回 椎名麟三
  - 合評 「深夜の酒宴」「重き流れのなかに」奥泉光、佐伯一麦、辻村深月
  - 再録 「深夜の酒宴」（1947年）
  - 連作小説1 「割と暗い絵」佐藤友哉（第1回の野間宏「暗い絵」に関連する作品）

2010年9月号
- 第4回 梅崎春生
  - 合評 「桜島」「幻化」奥泉光、福永信、朝吹真理子
  - 再録 「桜島」（1946年）
  - 連作小説2 「蠼（はさみむし）のすえ」佐藤友哉（第2回の武田泰淳「蝮（まむし）のすえ」に関連する作品）

2011年1月号
- 第5回 大岡昇平
  - 合評 「野火」「武蔵野夫人」奥泉光、岡田利規、青山七恵
  - 再録 「第42回「創作合評」〈武藏野夫人〉」中村光夫、本多秋五、三島由紀夫（『群像』1950年11月号）
  - 連作小説3 「凶作合評（前編）」佐藤友哉

2011年9月号
- 第6回 石原吉郎
  - 合評 「ペシミストの勇気について」「棒をのんだ話」奥泉光、山城むつみ、川上未映子
  - 再録 「さびしいと いま」「待つ」「泣いてわたる橋」（以上の3編は詩）、「ペシミストの勇気について」（エッセイ、1970年）
  - 連作小説4 「凶作合評（後編）」佐藤友哉

2011年12月号
- 第7回 藤枝静男
  - 合評 「田紳有楽」「悲しいだけ」奥泉光、堀江敏幸、桜庭一樹
  - 再録 「悲しいだけ」（1977年）
  - 連作小説5 「緊急特別企画 恋せよ原発 東日本大震災・福島原発事故に対する文学者たちの模範解答予防集～あるいは『深夜の主演』」佐藤友哉

2012年4月号
- 第8回 小島信夫
  - 合評 「アメリカン・スクール」「月光（がっこう）」奥泉光、保坂和志、青木淳悟
  - 再録 「アメリカン・スクール」（1954年）
  - 連作小説6 「緊急特別企画（2）命短し恋せよ原発 原発が絡むと若者のように自意識過剰な文章を書いてしまう作家たちへの処方箋～あるいは『十二月七日』」佐藤友哉

2012年6月号
- 第9回（最終回） 大江健三郎
  - 合評 「芽むしり仔撃ち」奥泉光、野崎歓、町田康
  - 再録 「芽むしり仔撃ち」（第一章のみ）（1958年）
  - 連作小説7（完結） 「ライ麦畑でつかまえてくれ」佐藤友哉

## 関連書籍
- 佐藤友哉『1000年後に生き残るための青春小説講座』（講談社、2013年1月）
  - 「戦後文学を読む」に合わせた連作小説（全7回）のうち第3回と第4回の「凶作合評」（前編・後編）を除いて再構成し、書籍化したもの